# Liaoning bronzedolk-kultur
Liaoning Bronzedolk-kultur eller Violinformet Bronzedolk-kultur (engelsk: Lute-shaped bronze dagger culture) er et arkæologisk genstandskultur fra den sene bronzealder i Korea og Manchuriet. Genstande fra kulturen findes primært i Liaoning-området i Manchuriet og på den koreanske halvø. Forskellige andre bronzegenstande, herunder ornamenter og våben, er forbundet med kulturen, men dolkene betragtes som de mest karakteristiske. Liaoning-bronzer indeholder en højere procentdel af zink end de omgivende bronzekulturer.
Lee Chung-kyu har opdelt kulturen i fem faser: faserne I og II var præget af violinformede dolke, faserne IV og V ved slanke dolke og fase III var overgangen mellem de to. Genstande tilhørende fase I, II og III forekommer i nogen udstrækning både på den koreanske halvø og i Manchuriet, men fra fase IV, og V findes den næsten udelukkende i selve Korea.
ifølge Yi Yundae udvikler og spredes to kulturfaser i Korea mellem det fjerde århundrede og andet århundrede fra deres centrum i Chungcheong-provinsen og i sydvest i Cholla-provinsen. Derefter, mellem andet århundrede f.Kr. og andet århundrede går nedgangen i denne kultur parallelt med udviklingen af jernteknologi og fremkomsten af et nyt samfund, hvor de første sammenslutninger, der svarer til Samhan-perioden, realiseres. Denne seneste forskningstilstand skelner mellem Liaoning kultur og koreansk kultur. Faktisk blev få objekter af Liaoning, "violinformede", opdaget på halvøen; de vidner kun om regionale udvekslinger. Tilspidsede sværd er dog specifikke for halvøen.

## Violinformede dolke
Den tidlige fase består af en tidlig periode med bronzefremstilling uden dolke, efterfulgt af en periode med produktion af violinformede dolke. Den første produktionsperiode for violinformede dolke er dateret til 8. og 7. århundrede f.Kr.
De tidligste genstande fra denne periode findes udelukkende i Kina (hovedsagelig i Gojoseons tidligere område - kongeriget er tilnærmet ved fordeling af violinformede dolke og bordformede dysser og synes kun at have gradvist spredt sig til den koreanske halvø. Ved Lee's (1996) fase II begynder der dog en særskilt indhugget form for dolk i Sydkorea, hvilket tyder på, at uafhængig bronzeproduktion på dette tidspunkt var begyndt i den pågældende region.
Beviser fremkommet fra keramik indikerer, at bronzedolkenes "kultur" af denne tid faktisk omfattede flere forskellige kulturelle grupper. En særskilt keramikstradition findes i Manchuriet og i det nordvestlige Korea, en anden i Taedong floddalen, en tredje i sydvest omkring Chungcheong-provinserne, herunder ved Geum-floden, og endnu en i hele den sydlige del af den koreanske halvø, herunder Jeju-øen.

## Smalle dolke
Denne senere del af Liaoning bronzedolk-kulturen er ofte omtalt som "koreansk bronzedolk-kultur", da den stort set var begrænset til den koreanske halvø. På dette tidspunkt begynder Liaoning-kultur genstande at forsvinde fra Manchuriet. En ny form for dolk begynder at dukke op på den koreanske halvø, lige og slank.
Den største koncentration af bronzedolke findes i Geum-floddalen i Syd-Chungcheong-provinsen. Dolkene bliver gradvist færre med voksende afstand til dette område. Dette tyder på, at de fleste dolke blev produceret i Geumdalen, og at de andre kulturer på halvøen erhvervede dem primært ved handel. Handel foregik også til søs, med genstande fra den senere fase, der blev fundet på japanske arkæologiske steder.
Lee (1996) deler denne fase i to forskellige delperioder: en dateret til det 3. århundrede f.Kr., hvor produktionen af slanke bronzedolke dominerede, og en dateret til det 2. århundrede f.Kr., hvor dolke ofte ledsages af bronzespejle med geometriske mønstre og halberds påvirket af den kinesiske Qin-stat. I første del findes en enkelt keramikkultur, der er kendetegnet ved karakteristiske lerbånd og udbredt på hele den koreanske halvø, men i den anden del opstår der særprægede keramiktyper i nordvest og resten af halvøen. Det synes at være en ekspansionsperiode for denne kultur, der også kendetegnes ved en kraftig stining i antallet af genstande fremstillet til ritualer som rangler og bronzespejle med en tynd stjerneformet lineær dekoration.

## Opløsningstiden
Afslutningen af Liaoning bronzedolk-kulturen i Kina synes at falde sammen med staten Yans erobring af dette område. Den koreanske bronzedolk-kultur i den senere fase ser ud til at svare til staten Jin, som lejlighedsvis optræder i kinesiske annaler som samtidig med Wiman af Joseon. Dette synes at falde sammen med perioden for fremkomsten af "bymurs-stater" i den koreanske kultur, en hierarkisk politisk struktur i modsætning til stamme-systemet, der havde hersket i den neolithiske periode.
Det ser ud til, at Jin-imperiet reelt var en sammenslutning sammensat af individuelle politiske enheder, fra arkæologisk synspunkt kendetegnet af "bronzedolk-kulturen" i dennes afsluttende fase og indbyrdes forbundne ved en religiøse praksis og ved et handelsnetværk gennem hvilket der skete en udveksling af genstande af bronze. Denne Jin-sammenslutning, der blev etableret på en del af halvøen, repræsenterede så tillige en politisk magt, der havde forbindelser med Kina og Gojoseon i slutningen af andet århundrede. Et andragende fra denne tid om at opnå audiens hos kejseren af Han-dynastiet i Kina afvises på grund af oppositionen fra kong Ugeo (Ugō), barnebarn af Wiman af Gojoseon (Wei Man). Gojoseon, der kontrollerede handelsforbindelserne mellem den sydkoreanske halvø og Kina, brugte denne magt som et middel til udøve pres i en konfrontation med Jin. Dette medførte nedgang i produktionen af bronze og dermed svækkelsen af denne sammenslutning.
Den gradvise forsvinden af bronze-dolkens kultur i Kina kan også sættes i forbindelse med erobringen af Liaodonghalvøen af Yan-staten. Omkring år 300 formåede Qin Kai at påføre det koreanske kongerige Gojoseon et alvorligt nederlag og erobrede Liaodong-bugtens nord- og vestkyst. Yan-staten forsvinder også i 222 f.Kr., da den bliver erobret af staten Qin. Den første ubestridte omtale af Gojoseon falder sammen med kejser Wudis erobring af Han-dynastiet, mellem år 109 og 106. Faktisk havde grundlæggelsen af Han-imperiet forårsaget fremkomsten af kinesiske modstandere i Korea, hvilket førte til denne invasion. Som følge heraf vedvarede etableringen af Han's fire kommanderier delvist (Lelang kommanderiet indtil 313), trods Wudis tilbagetrækning i 126.
Nedgangsfasen af bronzekultur skete mellem 2. århundrede f.Kr. og 2. århundrede e.Kr., på et tidspunkt, hvor produktionscenteret for jern i den gamle region Yongnam var ved at udvikle sig. Dette falder sammen med den periode, hvor spejlet og ranglerne forsvinder, og hvor der skete rituelle nedlægninger af våben, såsom lancespidser og hellebarder med indskrifter. Fra 4. til 2. århundrede f.Kr. begynder brugen af jern i Yan-staten at spredes til halvøen; Denne periode sammenfalder med perioden for de kinesiske krigsførende stater. Som følge heraf sker fremstillingen af genstande i stigende grad af jern, og dette omfatter også produktion og handel med våben.
I sin sidste fase efterfølges Koreas bronzekultur politisk af Samhan-perioden (3. århundrede f.Kr.- 3. århundrede e.Kr.), som havde samme etniske og kulturelle grundlag. Det var en tid, hvor byerne begynder at blive befæstet med bymure, hvor der bliver etableret en hierarkisk politisk struktur, og som stod i modsætning til det stammepolitiske system, der havde været reglen tidligere.